# Forges et aciéries du Nord et de l'Est
Les Forges et Aciéries du Nord et de l’Est ou « Société des forges et aciéries du Nord et de l'Est » étaient une des plus importantes sociétés d'aciéries en France au milieu du XXe siècle, avec des usines à Valenciennes, Trith-Saint-Léger Louvroil, Hautmont et Montataire, qui a fusionné avec sa rivale dans le nord pour créer en 1948 Usinor. Elle a été fondée en 1873 pour regrouper plusieurs usines de la famille Leclerq, dont une qui avait lancé en 1864, une trentaine d'années après le premier de la région.

## Histoire
La Société des forges et aciéries du Nord et de l'Est a été fondée  en 1873 par Adolphe Leclercq, sous le nom initial de Société des mines et usines du Nord et de l'Est de la France. Il décide pour cette création d'englober à partir du 20 décembre 1873 l’ensemble de ses usines de clous, mais aussi de fonte, de Trith-Saint-Léger, dans le département du Nord, et Jarville dans le département de Meurthe-et-Moselle . En mars 1875, il demande l’autorisation d’établir  une  « usine à fabriquer le coke en plein air, avec fours fumivores, la fonte, la fonte moulée, le fer et l’acier », après avoir acquis des terrains au Poirier.
Huit ans plus tôt, en 1865, la région de Valenciennes possédait déjà 49 usines métallurgiques regroupant près de 5 000 ouvriers, parmi lesquelles celle d'Adolphe Leclercq. Celui-ci acquérait parallèlement en juin 1864 à Jarville (Lorraine) des terrains nécessaires à la construction de deux hauts fourneaux et en 1867 de la concession de la mine de fer voisine de Houdemont. 
Adolphe Leclercq souhaitait assurer son approvisionnement en fonte car il possédait déjà une usine sans haut-fourneau à Trith-Saint-Léger, alors que l'associé de son père, J.François  Dumont avait construit le premier haut-fourneau à Denain en 1834.
Augustin  Leclercq, le père d'Adolphe Leclercq, possédait en 1824/1825 sous la dénomination de « Leclercq-Sézille » :
- une clouterie à Beuvrages de 90 ouvriers produisant  31,6 tonnes par an ;
- une clouterie à Raismes  de 67 ouvriers  produisant  22 tonnes par an ;
- une fabrique de fer à Raismes, de 120 ouvriers, qui produisait  300 tonnes par an de fers divers,en association avec MM. Renaux, Piolet et J-F Dumont, le créateur en 1834 des Forges de Denain[2].

La raison sociale de la Société des forges et aciéries du Nord et de l'Est fondée en 1873 par Adolphe Leclercq se révélant incomplète, en 1882 elle ajoute le mot « Forges ». La société a acheté en 1881 la licence du brevet  Thomas-Gilchrist contre 50 000 francs et une redevance de 3 francs par tonne de lingot, pour un minimum de 10 000 tonnes an pendant deux ans. Un peu plus tard, les exigences des Compagnies de chemin de fer pour la fabrication des bandages, des essieux et des ressorts entraîneront le projet d’installation d’un four Siemens–Martin, en 1885.
La société absorbe ensuite :
- en 1920 la Société des usines de l'espérance ;
- en 1933 la Société des hauts fourneaux et laminoirs de Montataire et de la Sambre ;
- en 1934 la Société des usines métallurgiques de la Basse-Loire.

Les Forges et aciéries du Nord et de l'Est étaientt aussi l'actionnaire principal de la Société anonyme des usines métallurgiques du Hainaut.
Les Forges et aciéries du Nord et de l'Est sont dirigées par Alexis Aron comme codirecteur (1922-1934) puis seul directeur (1934-1940),. Confier la direction à un ingénieur des mines comme Alexis Aron est alors habituel dans ces grandes sociétés anonymes sidérurgiques. Selon l'historienne Odette Hardy-Hémery, Alexis Aron est à cette époque « un patron éminemment estimé des cadres supérieurs ».     
Les Forges et aciéries du Nord et de l'Est et la Société des forges et aciéries de Denain et d'Anzin mirent en commun leur patrimoine sidérurgique en 1948, pour créer l'Union sidérurgique du Nord de la France (Usinor). La première fait dans cette fusion l'apport de son actif sidérurgique (usines de Valenciennes, Louvroil, Hautmont et Montataire). La fusion permet de commencer la construction du laminoir à chaud, avec la technique du train continu,  à Denain, opérationnel dès 1951. Il est complété par un train identique pour le laminage à froid à Montataire, la grande usine de la Société des forges et aciéries du Nord et de l'Est dans l'Oise. Cet investissement est suivi un peu plus tard par celui du même type de la Sollac, à l'usine sidérurgique de Florange, qui le met en service en 1953.
La date de la première commande passée pour le train à bandes est le 1er avril 1948, un an et trois mois avant la création officielle d’Usinor. 
En 1966, une seconde étape est franchie avec l'absorption de la société Lorraine-Escaut, qui apporte des installations, assez vétustes, notamment en Lorraine, à Longwy et Thionville.
Implantée dans le Nord de la France, la société avait son siège au 25 rue de Clichy, à Paris.